# 1228

## Esdeveniments
- Comença la Sisena Croada.
- Primer document en gallec.[1]
- Febrer, Corts de Barcelona on es decideix la Conquesta de Mallorca pel Regne d'Aragó.
- Ibn Hud, esdevé emir de Múrsiya.

## Naixements
Món
- 25 d'abril - Àndria (Pulla): Conrad IV d'Alemanya.
- David VII de Geòrgia, rei de Geòrgia.

## Necrològiques
Països Catalans
- Guillema de Castellvell i de Vilademuls, senyora de la Baronia de Castellví de Rosanes.
- Guillem Ramon II de Montcada, noble i militar català, baró d'Aitona i senescal de Barcelona.

Món
- Peloponès (Grècia): Robert I de Courtenay, emperador llatí.
- Würzburg (?): Walther von der Vogelweide, trobador.
- 31 de gener - Varilhas (Arieja)ː Guiu de Montfort, noble francès, germà de Simó de Montfort. Lluità contra la noblesa occitana durant la Croada albigesa.[2]